# Maria Christina a celor Două Sicilii (1779-1849)
Maria Cristina de Neapole și Sicilia (Maria Cristina Amelia Teresa; 17 ianuarie 1779 – 11 martie 1849) a fost prințesă de Neaple și Sicilia prin naștere și regină a Sardiniei prin căsătoria cu Carol Felix al Sardiniei.